# Kovddoskaisi
Kovddoskaisi ou Govddosgáisi en same du Nord est le quatrième plus haut sommet de Finlande. Il est considéré comme l'un des sommets finlandais les plus difficiles à gravir. Plusieurs sources indiquent une altitude de 1 242 m.